# Heptalogía
El término heptalogía se refiere a una saga literaria o a un ciclo de cine, música, pintura, etc. que está formado por siete entregas.
Es poco común, puesto que muchas sagas suelen ser trilogías, tetralogías o similares, mientras que la heptalogía es más escasa en el mundo del cine y literatura.

## Ejemplos de heptalogías
- Harry Potter, de J. K. Rowling, trata sobre un niño (más tarde adolescente) que descubre que es un mago. La serie se compone de: Harry Potter y la piedra filosofal, Harry Potter y la cámara secreta, Harry Potter y el prisionero de Azkabán, Harry Potter y el cáliz de fuego, Harry Potter y la Orden del Fénix, Harry Potter y el misterio del príncipe y Harry Potter y las Reliquias de la Muerte.

- Las crónicas de Narnia, de C. S. Lewis, compuesta por: El sobrino del mago, El león, la bruja y el armario, El caballo y el muchacho, El príncipe Caspian, La travesía del Viajero del Alba, La silla de plata y La última batalla.
- La Torre Oscura de Stephen King, describe a un "pistolero" y su búsqueda de una torre, cuya naturaleza es tanto física como metafórica. La saga se compone de los libros: El Pistolero, La llegada de los tres, Las Tierras Baldías, Mago y Cristal, Lobos de Calla, Canción de Susannah, La Torre Oscura y El viento por la cerradura.

- El Ciclo de la Puerta de la Muerte de Margaret Weis  y Tracy Hickman (autores de Dragonlance), consta de Ala de Dragón, La Estrella de los Elfos, El Mar de Fuego, El Mago de la Serpiente, La Mano del Caos, En el Laberinto y La Séptima Puerta.

- Child's Play trata de un muñeco poseído por el alma de un asesino serial llamado Charles Lee Ray y está compuesta por Child's Play, Child's Play 2, Child's Play 3, Bride of Chucky, Seed of Chucky, Curse of Chucky y Cult of Chucky.

| Heptalogía                  | Fechas    | Autor                 |
| The Cycle of Life           |           | Edward Maryon         |
| En busca del tiempo perdido | 1913-1927 | Marcel Proust         |
| Las Crónicas de Narnia      | 1949-1954 | C. S. Lewis           |
| Le Livre des questions      | 1963-1973 | Edmond Jabès          |
| La Torre Oscura             | 1982-2012 | Stephen King          |
| Narratives of Empire        | 1967-2000 | Gore Vidal            |
| Licht                       | 1977-2003 | Karlheinz Stockhausen |
| Tomorrow series             | 1993-1999 | John Marsden          |
| Canción de Hielo y Fuego    | 1996-?    | George R. R. Martin   |
| Harry Potter                | 1997-2007 | J. K. Rowling         |
| Saw                         | 2004-2010 | James Wan             |
| The Bone Season             | 2013-?    | Samantha Shannon      |

- Datos: Q614101